# Acompsia
Acompsia is een geslacht van vlinders uit de familie tastermotten (Gelechiidae). De wetenschappelijke naam van het geslacht is voor het eerst geldig gepubliceerd in 1825 door Jacob Hübner.
De typesoort van het geslacht is Phalaena cinerella Clerck, 1759

## Synoniemen
- Brachycrossata Heinemann, 1870

## Soorten
- ondergeslacht Acompsia (typesoort: Phalaena cinerella Clerck, 1759)
  - Acompsia antirrhinella (Millière, 1866)
  - Acompsia bidzilyai Huemer & Karsholt, 2002
  - Acompsia caucasella Huemer & Karsholt, 2002
  - Acompsia cinerella (Clerck, 1759)
    - = Acompsia ardeliella Hübner, [1817]
    - = Acompsia murinella Scopoli, 1763
    - = Acompsia spodiella Treitschke, 1833

  - Acompsia delmastroella Huemer, 1998
  - Acompsia dimorpha Petry, 1904
  - Acompsia fibigeri Huemer & Karsholt, 2002
  - Acompsia maculosella (Stainton, 1851)
  - Acompsia minorella (Rebel, 1899)
  - Acompsia muellerrutzi Wehrli, 1925
  - Acompsia ponomarenkoae Huemer & Karsholt, 2002
  - Acompsia pyrenaella Huemer & Karsholt, 2002
  - Acompsia schepleri Huemer & Karsholt, 2002
  - Acompsia subpunctella Svensson, 1966
  - Acompsia tripunctella (Denis & Schiffermüller, 1775)
- ondergeslacht Telephila
  - Acompsia schmidtiellus (Heyden, 1848)
  - Acompsia syriella Huemer & Karsholt, 2002
- incertae sedis
  - Acompsia indicata (Meyrick, 1931)
  - Acompsia tenebrosella Lucas, 1956